# Ringers

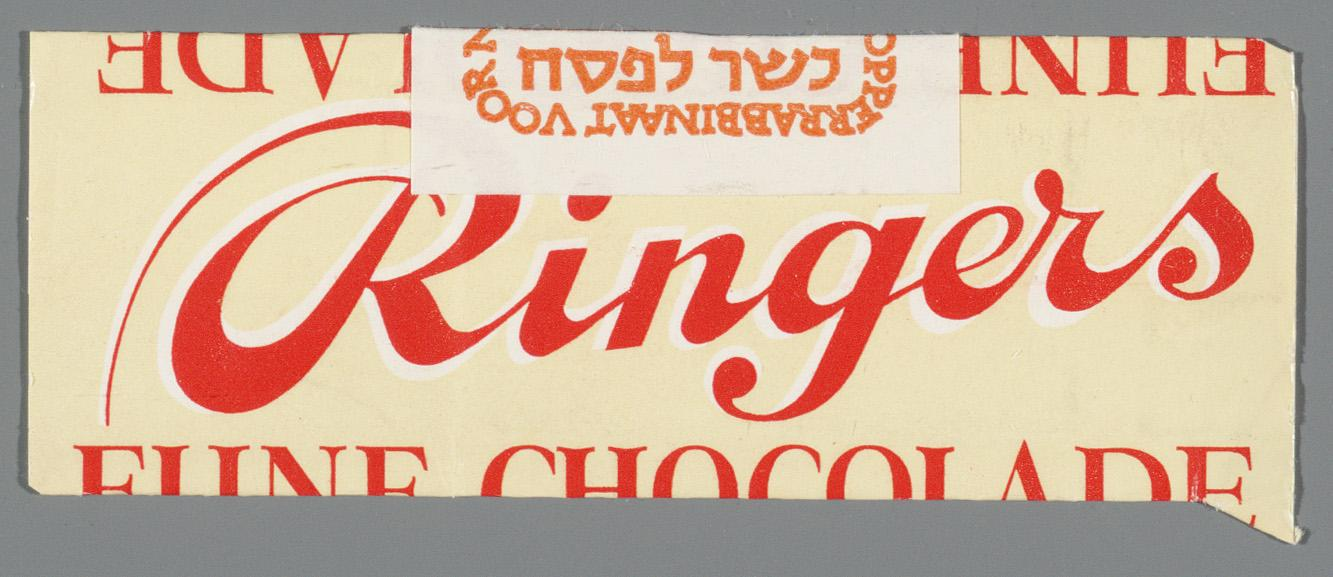
Wikkel van Ringers uit begin twintigste eeuw met kosjerheidscertificaat.

Ringers is de naam van een fabriek voor luxe cacao- en chocolade-artikelen die heeft bestaan van 1905 tot 1972 en was gevestigd te Alkmaar en Rotterdam.

## Opgericht door Hendrik Ringers
De Ringers chocolade- en bonbonfabriek werd in 1905 opgericht door Hendrik ('Henk') Ringers (27 april 1880 - 25 maart 1975). Hij was een van de vijf zonen van de bekende Alkmaarse aannemer Frits Ringers en broer van de latere minister van Openbare Werken en Wederopbouw Johan Ringers, die later commissaris werd bij het bedrijf.
Henk ging na de lagere school in de leer bij banketbakkers in Amsterdam en Arnhem. Het avontuur lonkte echter en zo reisde hij in 1901 met enkele tientjes naar Zwitserland. Toen zijn geld dreigde op te raken, ging hij aan de slag bij een chocolaterie in Lausanne. Na een moeilijke tijd werd hij uiteindelijk een soort protegé van de eigenaar. De chocolaterie werd met eigenaar en Henk Ringers overgenomen door de beroemde chocoladefabriek ‘Cailler’ in Vevey, tegenwoordig onderdeel van Nestlé). Daar was na decennia experimenteren de melkchocolade uitgevonden. Ook hier viel zijn vakmanschap op. Het bedrijf stuurde hem naar Parijs om zich daar op het hoogste niveau te ontwikkelen in de patisserie en enkele vooraanstaande vakdiploma's te halen.

## Eigen chocoladefabriek
Zijn vader kreeg lucht van zijn succes als chocolatier in het buitenland. Die nodigde Henk Ringers uit om terug naar Alkmaar te komen en daar een chocoladefabriekje te beginnen. Henk Ringers was vereerd door het vertrouwen dat zijn vader in hem uitsprak, en ging in op het aanbod. Zijn ambitie was om daar de kwaliteit van de Zwitserse chocolade te evenaren. Daartoe verdiepte hij zich in de geschiedenis van chocola en de cacaoboon. De chocolade wilde hij zelf vanaf de boon gaan maken, in tegenstelling tot andere Nederlandse chocoladefabrieken die halffabricaten van cacao kant-en-klaar inkochten.

## Goede naam

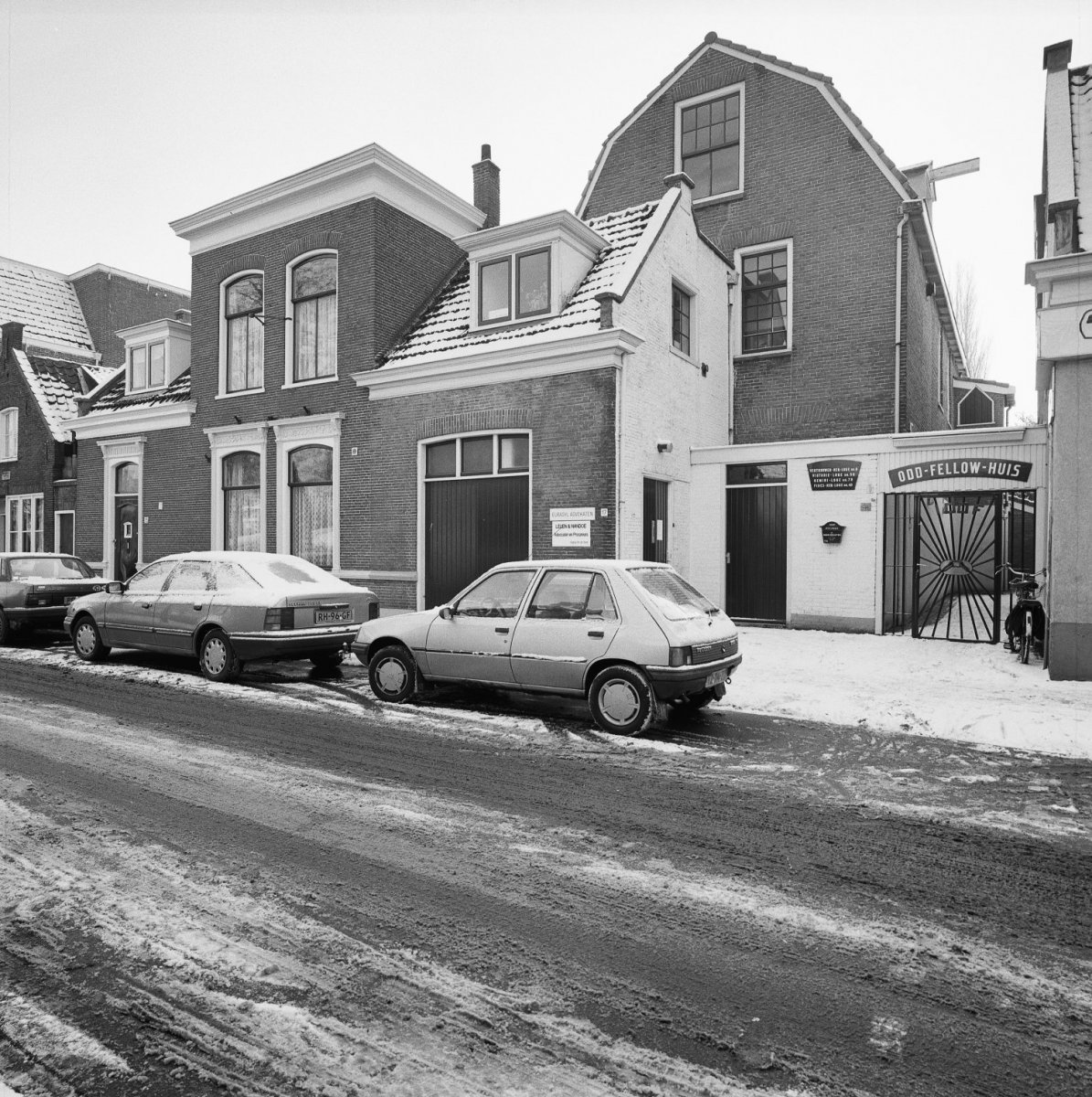
De eerste fabriek van Ringers aan het Varnebroek in Alkmaar die zijn vader voor Hendrik bouwde in 1904-1905

Zijn droom werd dankzij steun en financiële hulp van zijn familie werkelijkheid. Hendrik opende op 3 april 1905 een ‘Chocolade- en Bonbonfabriek’ aan het Varnebroek 15-17 in Alkmaar waar aanvankelijk vijf mensen werkten. Vanwege de goede kwaliteit verwierf het product al gauw een goede naam, en Ringers chocola vond gretig aftrek. Dat kwam ook door het commerciële inzicht van zijn broer Theo, die in 1907 de directie kwam versterken. Ondanks uitbreidingen was er spoedig aan het Varnebroek ruimtegebrek voor de 25 man personeel.
In 1911 verhuisden ze met het hele bedrijf naar een grotere locatie in Rotterdam aan de Baan 60. Hier werd de geavanceerde op elektriciteit aangedreven cacao- en chocoladefabriek PAX (gebouwd in 1909) overgenomen van de firma Karstel & Co. Deze firma verkeerde in financiële moeilijkheden. Zo kreeg Ringers de beschikking over 3000 m² moderne werkruimte, waar circa 80 personeelsleden werkten. In die periode werd het bedrijf omgezet in een naamloze vennootschap met de naam N.V. Mij. tot Exploitatie der Fabriek van 1e klas Cacao en Chocoladeartikelen v/h H. Ringers.

## Modern
De fabriek stond bekend als een van de modernste van zijn soort in Europa. Naast chocola en bonbons produceerden ze er cacaoboter en cacaopoeder, vooral voor de export. Ringers bleef groeien maar de expansiemogelijkheden in Rotterdam vielen tegen. Ze gingen daarom op zoek naar een plek waar ze een dependance van de Ringersfabriek konden oprichten voor de binnenlandse vraag. Vader en investeerder Frits Ringers senior wist ze te overtuigen dat ze deze gewoon weer moesten oprichten in Alkmaar. Aan het Noordhollandsch Kanaal kocht hij een flink stuk grond. De eerste steen voor de nieuwe cacao- en chocoladefabriek werd gelegd op 31 augustus 1920.
De Alkmaarse fabriek werd telkens uitgebreid, zoals forse uitbreidingen in 1922, 1926 en 1937, maar de Tweede Wereldoorlog keerde die ontwikkeling. Bouwbedrijf F.H. Ringers en Zn, dat na het overlijden van Frits sr. in 1921 werd geleid door broer Frits (jr.), nam steeds de bouw voor zijn rekening. In 1928 werd de Amsterdamse likeurfabriek De Bont & Leijten overgenomen door Ringers. Het totaal aantal werknemers bedroeg toen ca. 450. In 1930, toen het 25-jarig jubileum werd gevierd, was dat aantal toegenomen tot 500.

## Rotterdamse fabriek vernietigd
Bij het bombardement op Rotterdam op 14 mei 1940 ging de Rotterdamse Ringersfabriek verloren. Deze werd nooit meer opgebouwd, en de chocoladeproductie zakte in tijdens de Tweede Wereldoorlog. Hendrik Ringers woonde tot het bombardement aan de Westersingel in Rotterdam, niet ver van de Rotterdamse vestiging. Een maand na het bombardement kocht hij Landgoed De Karperton aan de Groeneweg in Bergen, net buiten Alkmaar. Omdat het landgoed al snel werd gevorderd door de Duitse bezetter voor de inkwartiering van de Kommandantur van het nabijgelegen Vliegveld Bergen, moest hij tot de bevrijding wachten voordat hij er na een grondig herstel weer kon gaan wonen. Tot 1962 woonde hij hier. Op zijn paard reed hij regelmatig tussen zijn huis en de fabriek aan de Noorderkade.

## Overname door Droste
In de topjaren van de jaren 30 was er een personeelsbestand van 800 mensen en werden de producten verkocht aan 26 landen. Na de Tweede Wereldoorlog werd de productie weer opgevoerd. In de jaren zestig kreeg Ringers steeds meer concurrentie van chocolade die bij concurrenten in massaproductie werd gemaakt. Ringers chocolade werd vooral verkocht via banketbakkerijen en niet in de zelfbedieningssupermarkt, waar steeds meer consumenten al hun boodschappen deden. De vraag naar de goede, maar dure, producten van Ringers werd steeds minder. Daarom fuseerde Ringers in 1969 met het Engelse bedrijf Cavenham Foods Ltd. te Slough. Dit bleek niet de redding. Het bedrijf werd op 30 oktober 1970 definitief overgenomen door de Koninklijke Droste Fabrieken N.V. te Haarlem. De productie in de Alkmaarse fabriek werd in 1973 stopgezet; het personeel vloeide af of kreeg werk in Haarlem. Het merk Ringers werd door Droste ingezet als merknaam voor suikervrije chocolade.

## Plaatjesalbums
Ringers gaf, net als bijvoorbeeld Verkade, albums uit. Deze Ringers-albums konden worden gevuld met plaatjes die bij de producten van het bedrijf zaten.

## Ringersfabriek industrieel erfgoed
Klercq Woonwereld kocht het complex, waarna de fabriek ten dele werd verbouwd en ingericht als meubelwinkel. In 2008 nam MAB Development, een divisie van de Rabo Vastgoedgroep, het complex over van vastgoedinvesteerder Unibail-Rodamco. Aanvankelijke plannen om de Ringersfabriek in oude luister te herstellen, werden onder aanmoediging van de gemeente verlaten ten gunste van nieuwbouw voor de Hogeschool Inholland. Toen dit niet doorging, wilde MAB niet meer terugkeren op de minder rendabele plannen om de Ringersfabriek te restaureren, en koos de eigenaar voor sloop-nieuwbouwplannen voor een nieuw winkelcentrum. Met die plannen is nooit een aanvang gemaakt door de economische crisis. De Historische Vereniging Alkmaar en Adapt Alkmaar, een stichting voor herbestemming van Alkmaars erfgoed, pleitten voor een nieuwe bestemming voor de fabriek, als belangrijk industrieel erfgoed voor de stad. Hendrik Ringers is tijdens zijn leven zelf strijdbaar voorzitter geweest van de Historische Vereniging van oud Alkmaar in de periode dat dempingsplannen van de Alkmaarse grachten het historische karakter van de Alkmaarse binnenstad zouden aantasten.
In april 2016 werd de Ringersfabriek aangewezen als gemeentelijk monument, na initiatieven om de fabriek te restaureren en er een chocolade-attractie in te vestigen. Er kwamen enkele tijdelijke gebruikers, waaronder een Stadskantine, die delen van het pand weer toegankelijk maakten voor het publiek.
In 2017 zijn de door Klercq aangebrachte witte panelen verwijderd en werd de oorspronkelijke bouwstijl van de fabriek weer zichtbaar. Daarna werd met hulp van crowdfunding geld bijeengebracht om de kenmerkende gevelbelettering en de klok te restaureren.
De fabriek werd begin 2018 verkocht aan Ten Brinke Vastgoedontwikkeling. Die gaat de Ringersfabriek vanaf 2020 restaureren. Er komen 73 appartementen in. Op de begane grond is ruimte voor verschillende vormen van horeca.